# Produit de Belgique
Produit de Belgique é o oitavo disco gravado pela banda belga Vive la Fête. A partir do dia 31 de Março de 2012, primeiro single 'Décadanse' foi disponibilizado online. O álbum foi lançado em 11 de maio de 2012, com direito a uma festa em uma das esferas do mais famoso ponto turístico da Bélgica, o Atomium.

## Faixas
1. "Décadanse"
2. "Je sais pas si tu..."
3. "Bizarre"
4. "Contraire"
5. "Mi Amore"
6. "Cinémathèque"
7. "Pas controlée"
8. "Ce soir "
9. "Photogénique"
10. "Je m'en fou"
11. "Titi"